# Tangara à ventre jaune
Thlypopsis ruficeps
Espèce
Statut de conservation UICN

 LC  : Préoccupation mineure
Le Tangara à ventre jaune (Thlypopsis ruficeps) est une espèce de passereaux appartenant à la famille des Thraupidae.
Il ne faut pas confondre cette espèce avec le Calliste à ventre jaune (Tangara xanthogastra) qui est parfois nommé aussi Tangara à ventre jaune.